# Tabanus triquetrornatus
Tabanus triquetrornatus är en tvåvingeart som beskrevs av Carter 1915. Tabanus triquetrornatus ingår i släktet Tabanus och familjen bromsar. Inga underarter finns listade i Catalogue of Life.